# تضمين (علم المعادن)

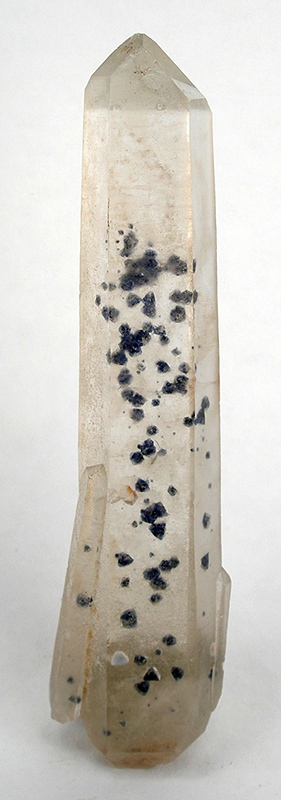
متضمنات من الفلوريت داخل بلورة من المرو (الكوارتز)

التضمين في علم المعادن هو حالة وجود مادة مغلق عليها ومحاطة داخل معدن أثناء تشكله، ويطلق على تلك المواد في تلك الحالة المتضمّنات. أما التضمين في علم الأحجار الكريمة فهو وجود شيء ما داخل الحجر الكريم مما يعطيه ميزة تظهر على السطح.
حسب نظرية جيمس هتن في التضمين فإن الشظايا الموجودة داخل الحجر المستضيف (المتضمَّنات) هي أقدم من الحجر أو المعدن نفسه.

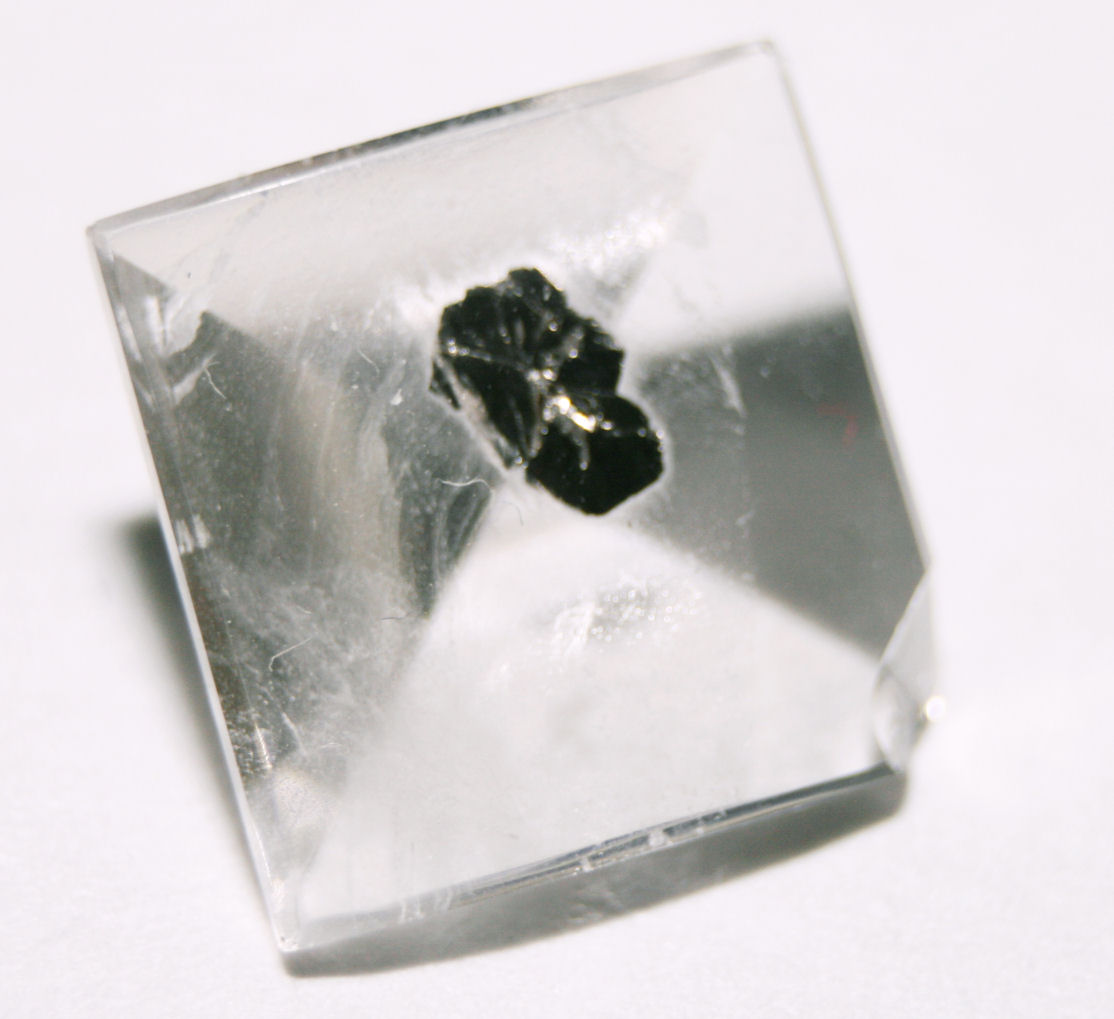
حجر كريم شفاف ذو تضمين معدني.
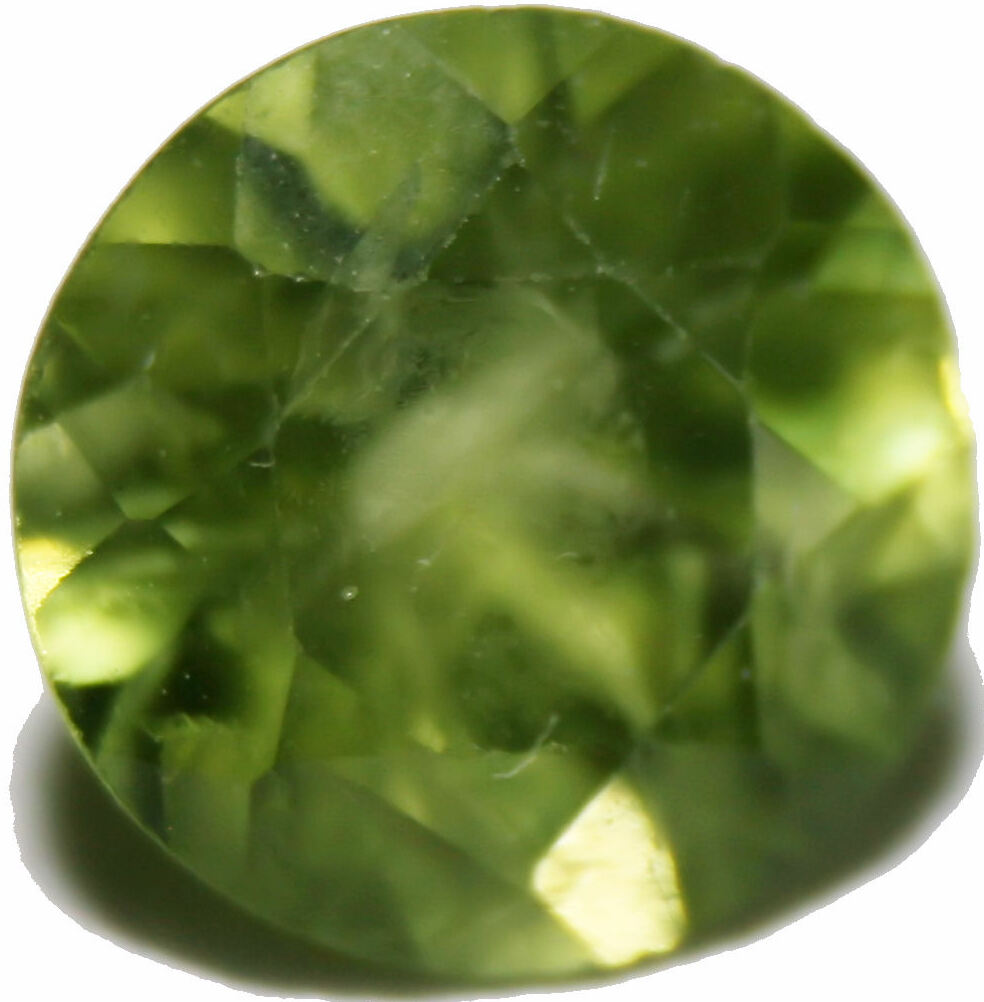
زبرجد ذو تضمين له لون حليبي
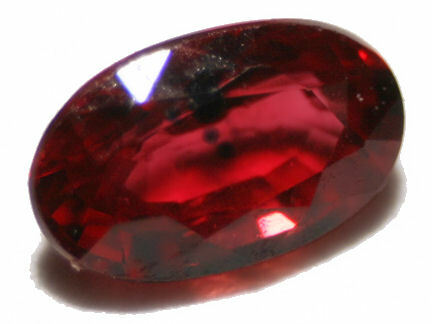
حجر ياقوت مع متضمنات داخله.

## اقرأ أيضاً
- علم المعادن
- علم الأحجار الكريمة